# Emil Maurice
Emil Maurice (født 19. januar 1897 i Westermoor i Tyskland, død 6. februar 1972 i München) var Adolf Hitlers personlige livvagt, ven ("Duzfreund" = der siger "du" til hinanden) og tjente ofte som hans chauffør.
På grund af hans venskab med Hitler blev Maurice tolereret på trods af hans delvis jødiske oprindelse i kanslerens omgivelser. Da Heinrich Himmler forsøgte at fjerne Maurice derfra netop på grund af denne baggrund, blev han beskyttet af Hitler og erklærede formelt Ehrenarier (æresarier).